# Überackern
Überackern är en ort och kommun  i Österrike. Den ligger i distriktet Braunau am Inn i förbundslandet Oberösterreich, 260 kilometer väster om huvudstaden Wien. Kommunen gränsar i norr mot floderna Salzach och Inn som utgör gräns mot Bayern i Tyskland. 
Kommunen består av sex orter (Ortschaften) (inom parentes invånarantal 1 januari 2024):
- Aufhausen (9)
- Berg (4)
- Kreuzlinden (156)
- Mühltal (85)
- Überackern (266)
- Weng (170)